# 伊夫拉克和马莱朗
伊夫拉克和马莱朗（法語：Yvrac-et-Malleyrand，法語發音：[ivʁak e malɛʁɑ̃]）是法国夏朗德省的一个市镇，位于该省东部，属于昂古莱姆区。

## 地理
伊夫拉克和马莱朗（45°45'0"N, 0°26'52"E）面积18.9 平方千米，位于法国新阿基坦大区夏朗德省，该省份为法国西部内陆省份，北起德塞夫勒省和维埃纳省，东临上维埃纳省，东南至多尔多涅省，南至多爾多涅省，西接滨海夏朗德省。
与伊夫拉克和马莱朗接壤的市镇（或旧市镇、城区）包括：马里亚克勒弗朗、马兹罗勒、奥尔热德伊、圣阿德瑞托里、圣索尔南、塔波纳-弗勒里尼亚克。

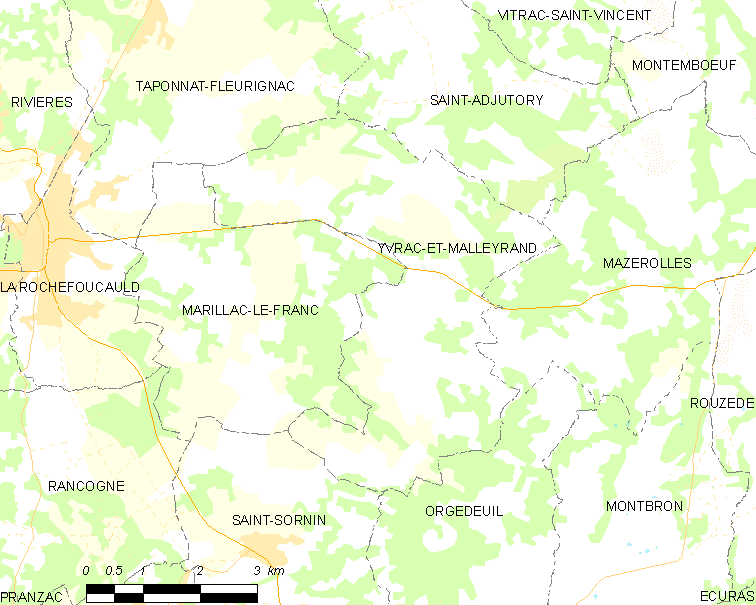
伊夫拉克和马莱朗的OSM定位图

伊夫拉克和马莱朗的时区为UTC+01:00、UTC+02:00（夏令时）。

## 行政
伊夫拉克和马莱朗的邮政编码为16110，INSEE市镇编码为16425。

## 政治
伊夫拉克和马莱朗所属的省级选区为塔杜瓦尔河谷县。

## 人口

1962-2008年间伊夫拉克和马莱朗人口变化图示

伊夫拉克和马莱朗于2022年1月1日时的人口数量为562人。